# 克雷翁·吉莱斯皮
克雷翁·吉莱斯皮（英語：Cravon Gillespie，1996年7月31日—），美国男子田径运动员，主攻短跑，2019年泛美运动会男子4×100米接力铜牌得主、2019年世界田径锦标赛男子4×100米接力金牌得主。